# Peter Gillich
Karl Peter Gillich (* 9. September 1894 in Pürles, Bezirk Luditz; † 16. November 1966 in Mühldorf am Inn) war Bezirkshauptmann in Pardubitz und vertretungsweise deutscher Landrat im Landkreis Brilon.

## Leben
Peter Gillich war der Sohn des Oberlehrers Peter Gillich und wuchs in einem kleinen Ort in Nordwestböhmen auf. Er absolvierte ein Studium der Rechtswissenschaften und legte am 28. Juni 1921 das Assessorexamen ab. Es schlossen sich Tätigkeiten als Jurist bei der Bezirksregierung Pilsen und der Bezirkshauptmannschaft in Rumburk an. Im Oktober 1939 wurde Gillich Regierungsrat beim Oberlandrat Königgrätz. Nach vierjähriger Amtszeit erhielt er den Auftrag, das Amt des Bezirkshauptmanns in Pardubitz kommissarisch wahrzunehmen. Die Abordnung zur Regierung Arnsberg fiel in den Monat Oktober 1943. Von hier aus übernahm er am 1. Februar 1944 die Vertretung des Briloner Landrats Peter Schramm, der zum Chef der Zivilverwaltung in Bialystok ernannt worden war. Im April 1945 kehrte er dann mit hoher Wahrscheinlichkeit nach Pardubitz zurück, hielt sich dann zeitweise im Lager Friedland auf und fand später einen Arbeitsplatz in der Privatwirtschaft bei einer Firma für Optik. 1950 ging Gillich als Regierungsrat in den Ruhestand.
Peter Gillich trat am 1. November 1940 der NSDAP bei und war Kreisamtsleiter für Kommunalpolitik in Königgrätz.